# Бельмонте-ин-Сабина
Бельмонте-ин-Сабина (итал. Belmonte in Sabina) — коммуна в Италии, располагается в регионе Лацио, в провинции Риети.
Население составляет 652 человека (2008 г.), плотность населения составляет 28 чел./км². Занимает площадь 24 км². Почтовый индекс — 2020. Телефонный код — 0765.
Покровительницей коммуны почитается Пресвятая Богородица (Maria SS. della Croce), празднование 10 сентября.

## Демография
Динамика населения:

## Администрация коммуны
- Официальный сайт: http://www.comune.belmonteinsabina.ri.it/